# مارغريت بيترسون (رسامة)
مارغريت بيترسون (بالإنجليزية: Margaret Peterson)‏ هي رسامة ورسامة توضيحية أمريكية، ولدت في 3 يونيو 1902 في سياتل في الولايات المتحدة، وتوفيت في 15 مايو 1997 في سيدني في كندا.